# Gustav Stapp
Gustav Stapp (* 23. Juli 1926 in Uslar; † 14. Februar 1985 in Duisburg) war ein deutscher Politiker (SPD).

## Leben und Beruf
Nach dem Besuch der Volksschule, der Mittelschule, der Oberschule und des Abiturabschlusskurses für Kriegsteilnehmer war er im Schuldienst tätig. Von 1946 bis 1964 war er Mitglied der SPD und ab 1950 Mitglied der Gewerkschaft Gewerkschaft Erziehung und Wissenschaft.
Er war verheiratet und hatte drei Kinder.

## Abgeordneter
Vom 21. Juli 1958 bis zum 20. Juli 1962 war Stapp Mitglied des Landtags des Landes Nordrhein-Westfalen. Er wurde im Wahlkreis 076 Dinslaken direkt gewählt.
Dem Kreistag des Landkreises Dinslaken gehörte er von 1961 bis 1964 an.

## Öffentliche Ämter
Von April 1961 bis Juli 1964 war er Landrat des Landkreises Dinslaken und von 1956 bis 1964 Bürgermeister von Walsum.

## Sonstiges
Im ersten Halbjahr 1964 waren die Zeitungen im Landkreis Dinslaken voll von Skandalen. Verwickelt waren in diese Skandale zahlreiche Politiker. In diesem Zusammenhang wurde Stapp wegen parteischädigenden Verhaltens aus der SPD ausgeschlossen. Vorgeworfen wurde ihm, dass er gegen die 1960 vom Parteivorstand beschlossenen Richtlinien für Ostkontakte verstoßen hatte. Hans-Jürgen Pohlenz, der damalige Bundestagsabgeordnete, war ebenfalls verwickelt.
Im Neubaugebiet in Alt-Walsum an der Kaiserstraße wurde eine der neuen Straßen „Bürgermeister-Stapp-Straße“ benannt.